# Wahliodontus nichoator
Wahliodontus nichoator är en stekelart som beskrevs av Diller 1999. Wahliodontus nichoator ingår i släktet Wahliodontus, och familjen brokparasitsteklar. Inga underarter finns listade.